# او به آرامی لبخند زد
او به آرامی لبخند زد (به تامیلی: Aval Mella Sirithal) و (به انگلیسی: She smiled gently) فیلمی هندی محصول سال ۱۹۸۷ و به کارگردانی ام.ان. جی سوندار است. در این فیلم بازیگرانی همچون مورالی، سیتا و مادوری ایفای نقش کرده‌اند.